# Eristalis cambellica
Eristalis cambellica là một loài ruồi trong họ Ruồi giả ong (Syrphidae). Loài này được Hutton miêu tả khoa học đầu tiên năm on ?. Eristalis cambellica phân bố ở miền Australasia